# Токсичний месник (фільм, 2023)
«Токсичний месник» (англ. The Toxic Avenger) — американська супергеройська чорна комедія 2023 року, написана та знята Мейконом Блером. Ребут однойменного фільму 1984 року та п'ята частина серії фільмів «Токсичний месник». Продюсерами фільму виступили Ллойд Кауфман і Майкл Герц, які зрежисували усі попередні фільми серії. Головну роль зіграв Пітер Дінклейдж, в ролях другого плану: Джейкоб Трембле, Тейлор Пейдж, Кевін Бейкон, Елайджа Вуд та Сара Найлз.

## Синопсис
«Дія фільму розгортається у фантастичному світі, де Вінстон, стереотипний тюхтій, працює прибиральником у фітнес-клубі Garb-X. Лікарі виявляють у нього смертельну недугу, що потребує дороговартісної процедури для лікування, але його жадібний і владолюбний роботодавець відмовляється її оплатити. Втомившись чекати, Вінстон вирішує взяти долю у власні руки та пограбувати компанію. Однак під час спроби він потрапляє у яму з токсичними відходами, що змінює його назавжди. Вінстон стає деформованим монстром, що прагне справедливості та помсти всім, хто коли-небудь його кривдив». 

## Акторський склад
| Актор              | Роль                            |
| ------------------ | ------------------------------- |
| Пітер Дінклейдж    | Вінстон Гуз / Токсичний месник  |
| Джейкоб Трембле    | Вейд                            |
| Тейлор Пейдж       | Джей-Джей Доерті                |
| Кевін Бейкон       | Боб Ґарбінґер                   |
| Елайджа Вуд        | Фрітц Ґарбінґер                 |
| Сара Найлз         | мер Тоґар                       |
| Джулія Девіс       | Кіссі Стурневан                 |
| Джуліан Костов     | Бадд Берсерк                    |
| Мейкон Блер        | Денніс                          |
| Джонатан Койн      | Тед Баркабус                    |
| Джейн Леві (голос) | представниця страхової компанії |

## Виробництво
У квітні 2010 року було анонсовано ремейк фільму «Токсичний месник» (1984), запланований як "сімейний" реліз з рейтингом PG-13. У травні 2013 року Арнольд Шварценеггер вів переговори про роль у фільмі, але врешті-решт відмовився на користь проєкту «Термінатор: Генезис» (2015).
У вересні 2016 року повідомлялося, що режисером фільму стане Конрад Вернон, виконавчими продюсерами — Гільєрмо дель Торо з Double Dare You, Боб Купер і Алекс Шварц з Storyscape Entertainment, Аківа Голдсман і Грег Лессанс з Weed Road Pictures; Пінку і Деніелу С. Мітчеллам доручили переписати сценарій. У грудні 2018 року Legendary Pictures виграла права на перезапуск фільму «Токсичний месник», а творці серії Ллойд Кауфман та Майкл Герц з Troma Entertainment повернулися в якості продюсерів. У березні 2019 року було оголошено, що сценаристом і режисером стане Мейкон Блер. Про сценарій Кауфман сказав: «Мейкон Блер знає Трому краще, ніж я сам. Він бачив усе. Він бачив мультсеріал [Токсичні хрестоносці], він бачив спеціальний випуск на Гелловін, він бачив все. І він любить наші фільми... Я прочитав сценарій, він кращий за оригінал, і я залишаю його йому. Якщо мене покличуть, я з радістю приєднаюся. На мюзиклі я навчився залишати творчість творцям. Я навчився дозволяти їм просити, тож якщо я їм потрібен, я тут... Я сподіваюся, що «Легенда» продовжуватимуться. Якщо вони дозволять Мейкону Блеру стати режисером, я думаю, це буде приголомшливо. Він знає троманське почуття гумору, поєднання сленгу та сатири з екологічною тематикою.»
У листопаді 2020 року Пітер Дінклейдж був затверджений на головну роль. Додаткові члени акторського складу були оголошені з квітня по червень 2021 року. Основні зйомки розпочалися 21 червня 2021 року в Болгарії та завершилися 14 серпня 2021 року. У грудні 2021 року Дінклейдж заявив, що фільм «не ремейк». У січні 2022 року Блер підтвердив, що у фільмі будуть використані практичні ефекти крові, а дія відбуватиметься у минулому та теперішньому.

## Випуск
Прем’єра відбулася 21 вересня 2023 року в якості відкриття фестивалю «Fantastic Fest». 30 вересня 2023 року фільм також був показаний на фестивалі Beyond Fest, а в жовтні 2023 року відбувся його міжнародний дебют на 56-му кінофестивалі в Сітжесі.
Станом на 2024 рік фільм залишається невипущеним для широкої аудиторії через постійні труднощі з пошуком дистриб’ютора. Він був описаний як «неможливий для виходу» через його кривавий зміст. Режисер і продюсер Адам Масник заявив у X, що жоден дистриб'ютор не зголосився, посилаючись на побоювання, що фільм «недостатньо безпечний для продажу», і припускаючи, що потенційно він може стати  втраченим.
Однак у січні 2025 року було оголошено, що компанія Cineverse придбала права на дистрибуцію фільму, та планувала випустити його в кінотеатральний прокат пізніше того ж року; того ж місяця компанія запланувала реліз фільму в США на 29 серпня 2025 року.